# المغادرون (فلم 2017)
المغادرون هو فيلم دراما قصير سعودي من بطولة محمد القس وخالد صقر، ومن إخراج عبد العزيز الشلاحي وتأليف مفرج المجفل. عُرض الفيلم لأول مرة بتاريخ 29 مارس 2017 في الدورة الرابعة من مهرجان أفلام السعودية، وحاز على جائزة النخلة الذهبية لأفضل فيلم روائي وجائزة النخلة الذهبية لأفضل ممثل لمحمد القس وجائزة النخلة الذهبية لأفضل ملصق فيلم. كما حاز الفيلم على جائزة الأفلام الروائية الكبرى من مهرجان مراكش الدولي لتبادل الثقافات في دورته الثانية.
وهو أول فيلم يُعرض على شاشة التلفزيون السعودي وذلك ضمن مبادرة «أفلام السعودية على السعودية» بتاريخ 2 فبراير 2018.
صور الفيلم في مطار الملك خالد الدولي في إحدى الطائرات التابعة لشركة طيران فلاي ناس.

## ملخص القصة
يحدث سوء تفاهم بين شخصين يمتلكان أفكاراً مختلفة يلتقيان في طائرة، احدهما ذو فكر متطرف للحياة والاخر مسافر لأداء مشهد تمثيلي في مسلسل في المدينة المسافر إليها.